# Ковалёв, Андрей (латвийский футболист)
Андрей Ковалёв (латыш. Andrejs Kovaļovs; 23 марта 1989, Даугавпилс) — латвийский футболист, полузащитник. Выступал за сборную Латвии.

## Биография

### Клубная карьера
Начал заниматься футболом в семь лет в школе «Даугава» (Даугавпилс), тренеры — Александр Кохан, Эвальд Станкевич. В 2007 году сыграл свои дебютные матчи за «Даугаву» на взрослом уровне в высшей лиге Латвии. Однако за первые два сезона принял участие только в трёх матчах. В 2009 году, когда «Даугава» играла в первой лиге, футболист выступал в высшей лиге за другой клуб из родного города — «Динабург». С 2010 года вместе с «Даугавой» играл в высшей лиге и стал игроком основного состава. Причастен к первым успехам клуба — обладатель Кубка Латвии 2008 года, чемпион страны 2012 года, бронзовый призёр чемпионата 2011 и 2013 годов, обладатель Суперкубка Латвии 2013 года. В 2013 году стал лучшим бомбардиром чемпионата с 16 голами, разделив это звание с Артуром Карашаускасом. Был признан игроком месяца в июне 2013 года и включён в символическую сборную по итогам сезона. Всего провёл более 100 матчей за клуб в чемпионатах Латвии. Принимал участие в играх еврокубков.
В 2013 году был на просмотре в испанском «Леванте» и польской «Ягеллонии», но не подошёл командам. В феврале 2014 года подписал контракт на 2,5 года с клубом высшего дивизиона Молдавии «Дачия» (Кишинёв). В молдавском клубе фактически играл полтора сезона, став за это время серебряным призёром чемпионата 2014/15 и финалистом Кубка Молдавии 2014/15.
Летом 2015 года был отдан в аренду в «Сконто», где за полсезона забил 8 голов и стал серебряным призёром чемпионата Латвии. Следующий сезон провёл в «Елгаве», снова завоевал серебро чемпионата страны, а также стал обладателем Кубка Латвии. В 2017 году играл за «Ригу», с которой стал бронзовым призёром чемпионата, а в обоих розыгрышах Кубка 2017 года стал финалистом. Пропустив весеннюю часть сезона 2018 года, летом перешёл в состав действующего чемпиона «Спартак» (Юрмала), но клуб финишировал лишь пятым.
Весной 2019 года играл в высшем дивизионе Болгарии за клуб «Верея» (Стара Загора), команда заняла последнее место, а сам игрок провёл 6 матчей.
В июне 2019 года присоединился к команде «Даугавпилс», где провёл два с половиной сезона и был капитаном команды. В конце 2021 года покинул «Даугавпилс» и играл за клубы низших лиг.

### Карьера в сборной
Дебютировал в сборной Латвии 17 ноября 2010 года в товарищеском матче против Китая, заменив на 82-й минуте Александра Фертова. Всего в 2010—2014 годах провёл 10 матчей, продолжал вызываться в команду до 2016 года. Обладатель Кубка Балтии 2014 года.

## Достижения
- Чемпион Латвии: 2012
- Серебряный призёр чемпионата Латвии: 2015, 2016
- Бронзовый призёр чемпионата Латвии: 2011, 2013, 2017
- Обладатель Кубка Латвии: 2008, 2016
- Обладатель Суперкубка Латвии: 2013
- Финалист Кубка Латвии: 2016/17, 2017
- Серебряный призёр чемпионата Молдавии: 2014/15
- Финалист Кубка Молдавии: 2014/15
- Победитель Кубка Балтии: 2014
- Лучший бомбардир чемпионата Латвии: 2013 (16 голов)